# Зармерсбах
Зармерсбах (нім. Sarmersbach) — громада в Німеччині, розташована в землі Рейнланд-Пфальц. Входить до складу району Вульканайфель. Складова частина об'єднання громад Даун.
Площа — 5,19 км2. Населення становить 178 ос. (станом на 31 грудня 2020).